# Tommy Casey
Thomas "Tommy" Casey (ur. 11 marca 1930 w Comber, zm. 13 stycznia 2009 w Somerset) – północnoirlandzki piłkarz występujący na pozycji pomocnika. Trener piłkarski.

## Kariera klubowa
W swojej karierze Casey reprezentował barwy zespołów Bangor, Leeds United, Bournemouth, Newcastle United, Portsmouth, Bristol City, Toronto Inter-Roma oraz Ammanford Athletic. Wraz z Newcastle w 1955 roku zdobył Puchar Anglii. W 1967 roku zakończył karierę.

## Kariera reprezentacyjna
W reprezentacji Irlandii Północnej Casey zadebiutował 20 kwietnia 1955 w przegranym 2:3 pojedynku British Home Championship z Walią. W 1958 roku został powołany do kadry na mistrzostwa świata. Zagrał na nich w meczach z RFN (2:2) i Francją (0:4), a Irlandia Północna odpadła z turnieju w ćwierćfinale.
W latach 1955–1958 w drużynie narodowej rozegrał 12 spotkań i zdobył 2 bramki.